# Pawieł Audoczanka
Pawieł Anatoljewicz Audoczanka (biał. Павел Анатольевіч Аўдочанка; ur. 13 stycznia 1990 w Mińsku) – białoruski siatkarz, grający na pozycji przyjmującego i atakującego. 

## Sukcesy klubowe
Mistrzostwo Białorusi:
- 2010, 2011, 2012, 2016, 2022[3]
- 2013, 2014, 2019, 2021
- 2009

Puchar Białorusi:
- 2009, 2010, 2015, 2021, 2022

Superpuchar Białorusi:
- 2022, 2023

## Sukcesy reprezentacyjne
Liga Europejska:
- 2019